# Jean Bonfils (musicien)
Pour les articles homonymes, voir Jean Bonfils et Bonfils.
 (mars 2024).
Si vous disposez d'ouvrages ou d'articles de référence ou si vous connaissez des sites web de qualité traitant du thème abordé ici, merci de compléter l'article en donnant les références utiles à sa vérifiabilité et en les liant à la section « Notes et références ».
Jean Bonfils, né à Saint-Étienne (Loire) le 21 avril 1921 et décédé le 26 novembre 2007 à Rennes (Ille-et-Vilaine), est un organiste, pédagogue, musicologue et compositeur français.

## Biographie
Il commence ses études musicales au conservatoire de sa ville natale. Après la guerre, il reprend ses études au conservatoire de Paris où il obtient un 1er Prix d’orgue (1949) dans la classe de Marcel Dupré, un 2e Prix de composition (1948) dans la classe de Jean Rivier et une 1re Médaille d’analyse (1950) avec Olivier Messiaen.
La même année, il devient l’assistant d’Olivier Messiaen à l’orgue de l’église de la Trinité à Paris, et ce jusqu’en 1992, puis l’assistant de Naji Hakim jusqu’en 1999.
Jean Bonfils fut aussi organiste de la Grande Synagogue de Paris de 1953 à 1997.
Il enseigne l’orgue à la Schola Cantorum de 1961 à 1973.
Il a dirigé, avec Gaston Litaize, l’importante collection L’Organiste liturgique (1953-1967) aux Éditions musicales de la Schola Cantorum et de la Procure générale de Musique.

## Publications
- Les deux premiers Livres d’orgue de Jacques Boyvin aux Éditions Ouvrières (1969-1970) ;
- Le Second Livre d'orgue (1714) «sur les Acclamations de la Paix tant désirée», comportant 18 noëls, d'André Raison, aux Éditions musicales de la Schola Cantorum et de la Procure Générale de musique (1963);
- Le Livre d'orgue du Père Pingré : Anonymes français du XVIIIe siècle, Paris, éditions musicales de la Schola Cantorum, 1964.
- la transcription de Chansons françaises pour orgue (vers 1550) chez Heugel (Le Pupitre, 1968) ;
- un Livre d’orgue attribué à Jean-Nicolas Geoffroy chez Heugel (1974) ;
- avec Marcel Bitsch et Jean-Paul Holstein, La Fugue, coll. « Que sais-je ? », no 1849, P.U.F., 1981.

En collaboration avec Noëlie Pierront, Jean Bonfils a publié :
- la collection Deo gloria : répertoire liturgique de l’organiste pour orgue sans pédale ou harmonium, en 10 volumes (1962-1968) ;
- une Nouvelle méthode de clavier, orgue-positif, harmonium, en 4 fascicules (1960-1963) ;
- une Nouvelle méthode d’orgue, en 2 fascicules (1962).